# Kiskeresztes
Kiskeresztes település Romániában, Szilágy megyében.

## Fekvése
Csákigorbótól északra, Szurduk és Nagykeresztes közt fekvő település.
A községen a Nagykeresztesi patak folyik át.

## Története
Kiskeresztes nevét 1554-ben Kyskereztolcz néven említették először oklevélben.
Kezdetektől fogva a Kolozs vármegyei Almás várához tartozott.
1554-ben Somi Anna, Balassa Imre özvegye a birtok negyedrészét férjének Patóchi Boldizsárnak hagyományozta.
1560-ig Bebek Ferenc birtoka volt, de a birtok felét II. János király elkobozta tőle és azt Báthory Kristófnak és nejének Domiska Katának adományozta.
A birtok másik fele Bornemisza Benedektől való gyermekei Zsigmond, Anna, Zsófia Saffarith Györgyné valamint második férje Kendy Gábor és attól való fiai Kendy István és Gábor itteni részüket maguk közt felosztották. Őket Báthory Zsigmond birtokukban meg is erősítette.
1600-ban Mihály vajda a hűtlenségbe esett Bocskay István itteni részét Csáky Istvánnak adományozta.
1658-ban Csáky birtok,  a Csákyaké volt még 1743-ban is.
1806-ban Fráter Antal, 1810-ben Jósika Miklós, Pávai Elek birtoka volt.
1820-ban Jósika Miklós, Wass Antal, Pávai Vajna Elek, Galgói Rácz János, Vargyasi Dániel István birtoka volt.
1857-ben a Hidalmási kerülethez tartozott. Ekkor 310 lakosa volt, ebből 301 görögkatolikus, 8 zsidó volt. A házak száma 54.
1886-ban kőszenet találtak a településen. Az 1800-as évek végén a fennmaradt adatok szerint még működött.
1891-ben 403 lakosa volt, ebből 1 római katolikus, 381 görögkatolikus, 2 görögkeleti és 17 izraelita.
1898-ban báró Wesselényi Béla birtoka, aki azt vásárlás útján szerezte.
A 20. század elején Szolnok-Doboka vármegye Csákigorbói járásához tartozott.
Az 1910-es népszámláláskor 591 lakosából 38 magyar, 10 német, 528 román, ebből 25 római katolikus, 539 görögkatolikus, 22 izraelita volt.
Az 1800-as évek végén a lakosság foglalkozása a Désaknáról Szilágysomlyóra való sószállítás volt, de ez - a nagy távolság miatt - keresetük nagy részét felemésztette. Zsibó, Zilah vásáraira jártak.
A település határán számos kisebb barlang is található.

## Nevezetességek
- Görögkatolikus temploma fából épült. 1793-ban Szent Miklós tiszteletére szentelték fel. Anyakönyvet 1824-től vezetnek.